# 4213 Njord
För andra betydelser, se Njord (olika betydelser).
4213 Njord eller 1987 ST4 är en asteroid i huvudbältet som upptäcktes den 25 september 1987 av den danska astronomen Poul Jensen vid Brorfelde-observatoriet. Den är uppkallad efter den fornnordiska guden Njord.
Asteroiden har en diameter på ungefär 5 kilometer.